# Farina gegenüber

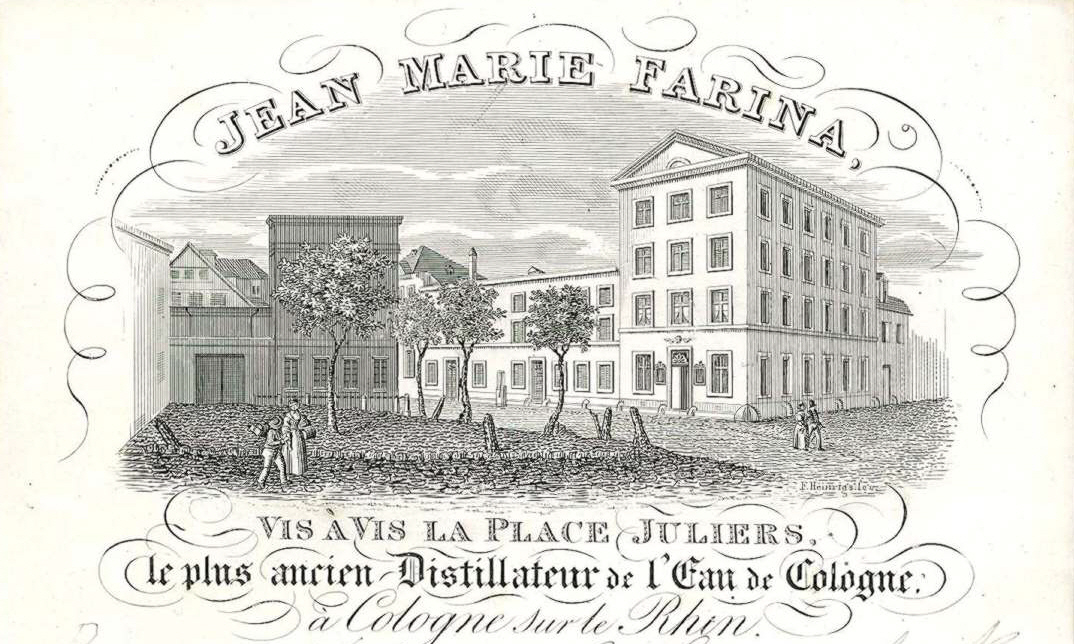
Maison Farina fondée en 1709

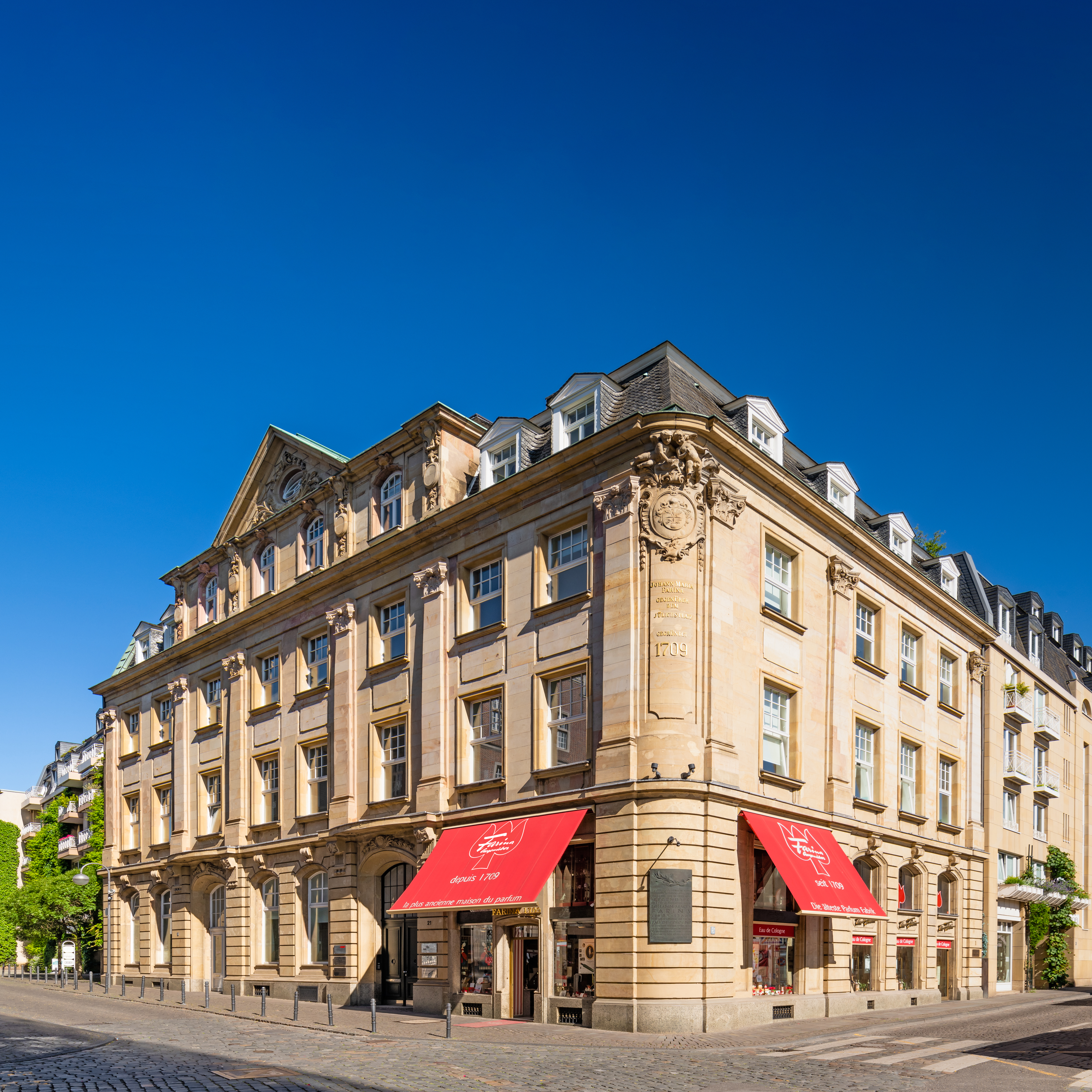
Le siège aujourd’hui

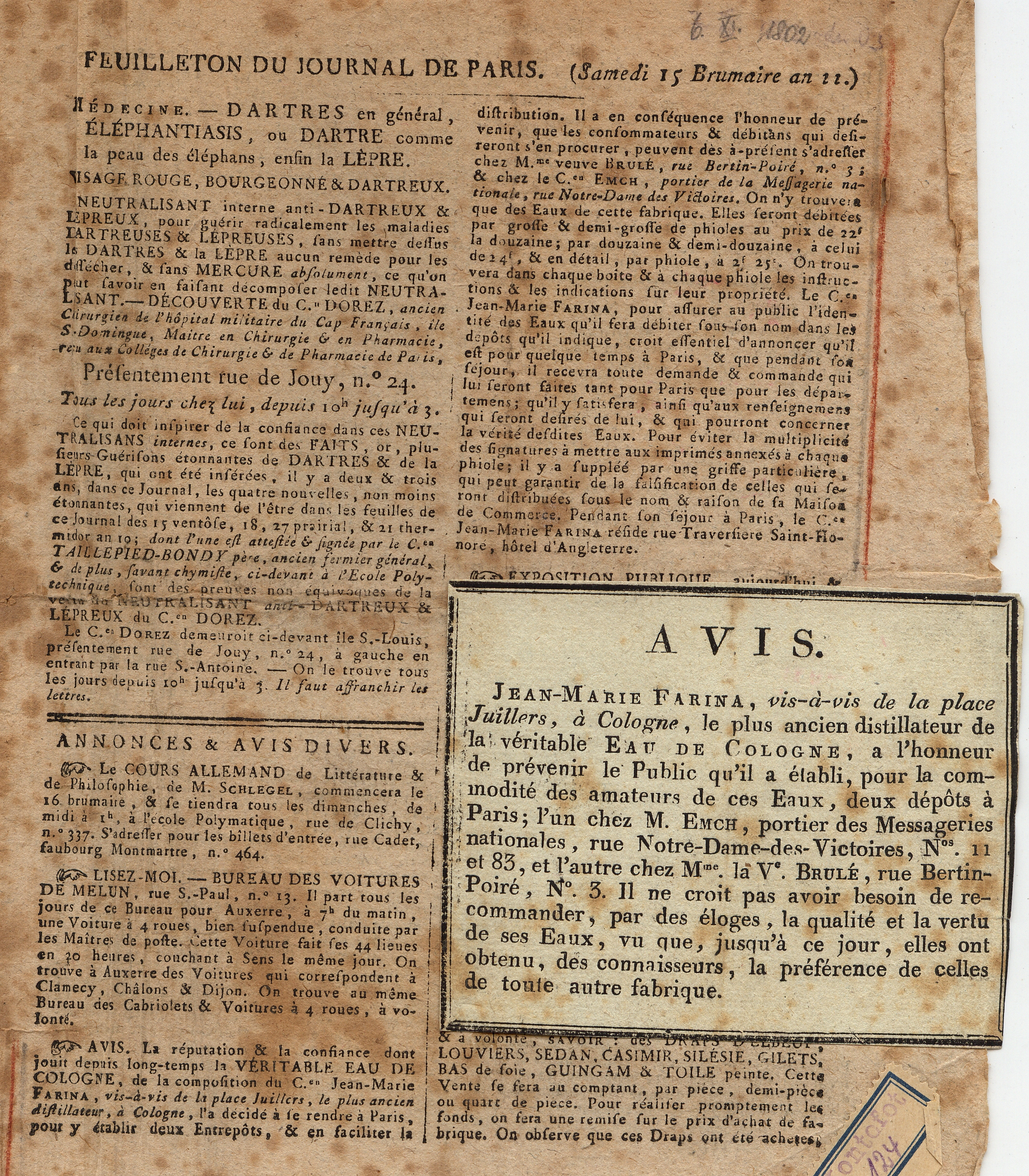
Avis Journal de Paris 1802

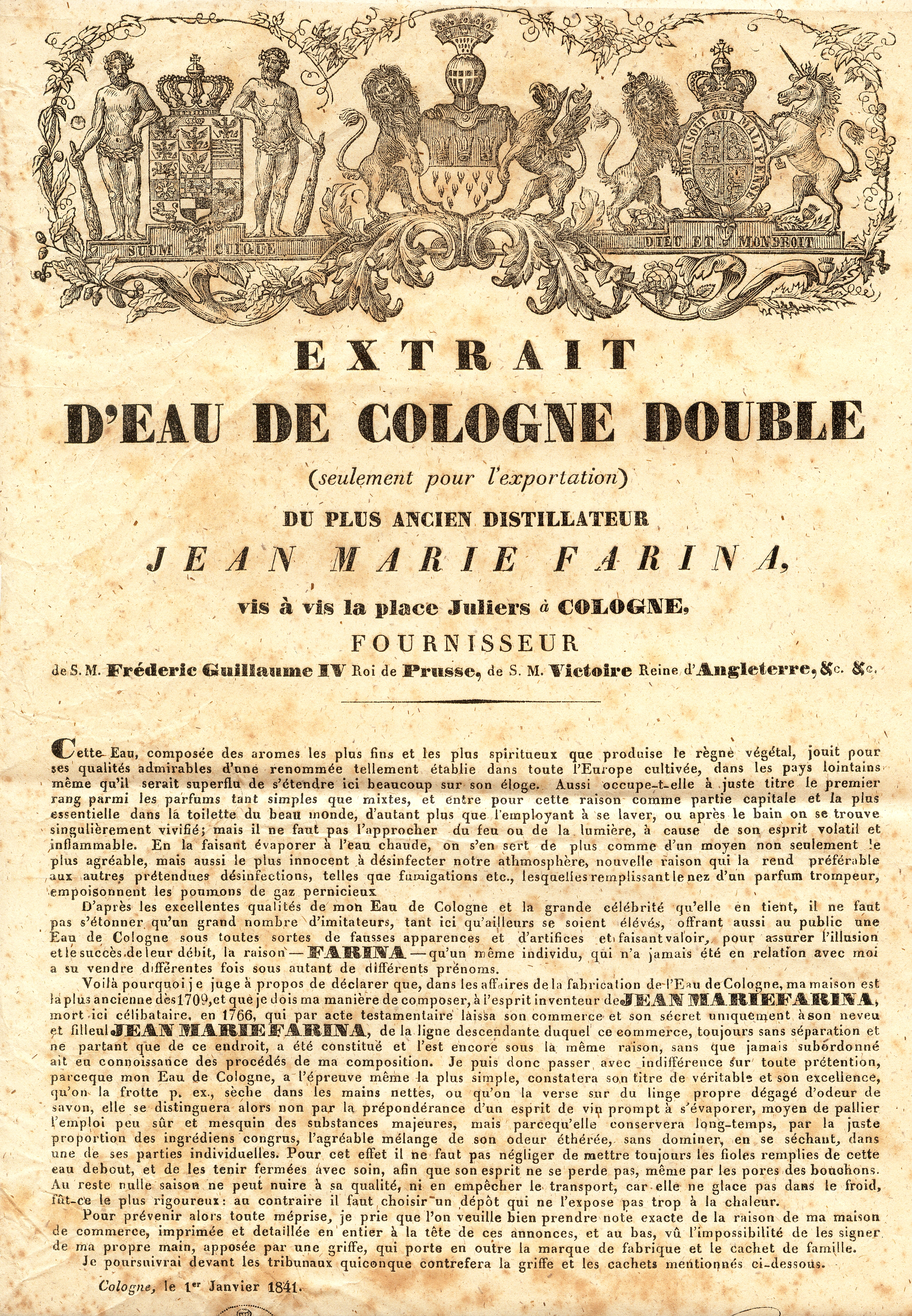
Jean Marie Farina 1841

Jean Marie Farina vis-à-vis de la place Juliers, (en allemand : Johann Maria Farina gegenüber dem Jülichs-Platz) constitue la parfumerie la plus ancienne du monde encore existante. Initialement, il s'agissait d'un commerce d'articles de luxe, nommé « Französisch Kram » vendant des produits de Paris (soie, dentelle, perruques, épices et parfums) et fondé le 13 juillet 1709 par Johann Baptist Farina à Cologne où son frère Jean Marie Farina, parfumeur, se fixa la même année, devenant le « nez » de cette boutique de luxe et y donnant naissance à la fameuse eau de Cologne. Le symbole de l’entreprise est aujourd’hui encore une tulipe rouge et le nom français de l’entreprise « Jean Marie Farina vis-à-vis la place Juliers depuis 1709 » est à l’heure actuelle encore en usage.
Farina devint rapidement fournisseur de la plupart des palais royaux dans toute l’Europe.
L’usine de parfum est aujourd’hui encore sous la direction de la huitième génération de la famille Farina. La maison Farina est à la fois le siège de l’entreprise ainsi que le lieu de naissance du parfum Eau de Cologne.  Dans la maison se trouve désormais le musée de Parfum de Cologne.
Farina gegenüber signifie littéralement « Farina vis-à-vis ». C'est l'abréviation de « Johann Maria Farina gegenüber dem Jülichs-Platz », qui signifie en allemand « Johann Maria Farina vis-à-vis de la place Juliers ».

## L’histoire de l’entreprise

### Des débuts jusqu’à la mort de Johann Maria Farina (I), 1709-1766

#### Le commencement

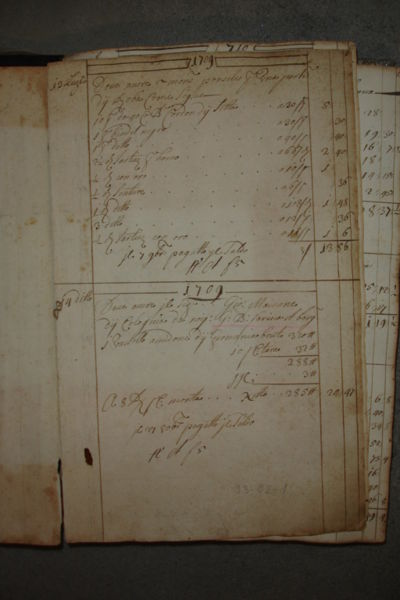
La tenue des livres de compte débute le 13 juillet 1709

En juin 1709, Johann Baptist Farina se rend à Cologne où son plus jeune frère Jean Marie Farina (en allemand Johann Maria Farina) travaillait déjà depuis 1708 en tant que représentant pour son oncle.  Le 13 juillet 1709, Johann Baptiste Farina fonda l’entreprise G.B. Farina et commença  à tenir les registres. La poursuite de ce travail ne fut jusqu’à ce jour jamais interrompue. Les premières entrées sont des achats. Le 24 juillet 1709, Johann Baptist Farina obtint le droit de citoyenneté (« petite citoyenneté »), étape nécessaire afin qu’un étranger puisse s’installer en tant que commerçant, indépendante à Cologne.  Le 1er août 1709, avec le soutien de son oncle qui était conseiller municipal à Maastricht, Johann Basptist Farina (II) loua un bâtiment pour une durée de douze ans. Ce bâtiment se trouvait au croisement des rues großen Bottengassen et Goldschmidt, qui porte aujourd’hui le nom de Unter Goldschmied (rue des Orfèvres) à Cologne.
« Les ventes débutèrent après la prise de possession des locaux, le 1er août 1709. Au cours de l’année 1709, Franz Balthasar Borgnis, un beau-frère, se joignit au commerce et l’entreprise fut dès lors nommée „Farina & Compagnie“. Deux nouveaux partenaires fraternels Johann Maria Farina (I) et Carl Hieronymus Farina se joignirent à l’affaire et l’entreprise prit le nom de « Gebrüder Farina & Comp. ». Le 29 juillet 1711, Johann Baptist Farina accède au titre de ‘citoyen privilégié’ (voir les registres de la ville C658). À l’époque, ce titre était un privilège et un honneur. Ce principe remontait à l’époque du Moyen Âge et était encore tout à fait pratiqué, et ce surtout dans les villes libres d’empire comme Cologne. Seul pouvait être « citoyen privilégié » qui :
– était né dans cette société ;
– possédait de l’immobilier ou qui en héritait ;
– payait des impôts ;
– s’engageait activement dans la défense de la ville ;
– les étrangers qui travaillaient dans le milieu du luxe.
Il faut savoir que dans les villes libres d’Empire comme Cologne, ce titre qui permettait de voter et d’être élu, donnait  également accès à des privilèges comparables à ceux de la noblesse. L’entreprise Farina commença dès lors à vendre des produits communément connus à l’époque sous le nom de « fourbit à la française ». Ces articles et accessoires étaient destinés aux classes supérieures qui s’inspiraient sans relâche de la mode française.  Les produits qu’ils proposaient, étaient des produits de luxe. Des bijoux en or ou en argent, des bas et des mouchoirs en soie, des boîtes à tabac, de la cire, des plumes, des perruques, de la poudre et bien d’autres accessoires de fantaisie comblaient les rayons de cette boutique italienne. L’arrivée de Johann Maria Farina en 1714, marque le début des achats d’huiles essentielles, destinées à la production de parfums dont la plupart des recettes avait déjà été mises au point comme le signalent plusieurs courriers.
À partir de 1716, l’entreprise « Gebrüder Farina & Comp. » connut un certain nombre de difficultés financières, ce qui explique pourquoi Franz Balthasar Borgnis et Carl Hieronymus Farina se retirèrent de l’affaire. Johann Baptist (II) et Johann Maria rebaptisèrent l’entreprise « Fratelli Farina » ou « les frères Farina ». En 1718, les deux frères arrivèrent à un arrangement avec leur créancier. Et les années qui suivirent furent marquées par le développement de tout un service d’expédition et de livraison qui ne redressa pas  pour autant le chiffre d’affaires.

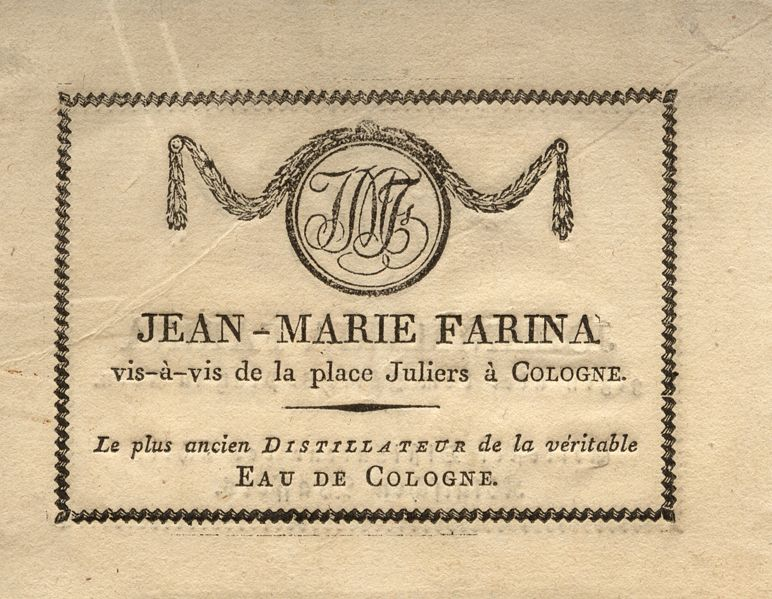
Carte de visite de Johann Maria Farina

#### Le1ermars 1733: l’entreprise prend le nom de "Johann Maria Farina"
Le 24 avril 1732 marque le décès de Johann Baptiste Farina (II). Dans les mois suivants Johann Maria Farina (I) fait l’inventaire et poursuit seul à la tête de l’entreprise qui prend son nom à partir de 1733. À la suite de cette reprise, les affaires semblent s’améliorer. Voici ce que Johann Maria (I)  écrivit à son parent Francesco Barbieri résident à Santa Maria Maggiore, dans une lettre datant du 31 mai 1733 :
| … comintio avanzare in eta e si come laudato a dio che ho fatto il primo e il piu difficile fondamento di questo mio negotio che mi da pane cotidiano e che va dun giono a l’altro sempre di bene in meglio, il mio bramo col tempo sarebe di vedere in mia piaza un giovine proprio di podere continuare e reduplicarlo … | ... Les difficultés que j’ai connues au départ s’effacent peu à peu. C’est à moi maintenant de faire en sorte que les affaires s’améliorent de façon à doubler les capacités de l’entreprise.... |

Deux ans après avoir pris la tête de l’entreprise, Jean Marie Farina obtint le titre de citoyen de la ville de Cologne. Dans les registres de la ville se trouvent également d’autres détails quant à l’emplacement de l’entreprise. Selon ces sources, il s’avère que Farina déplaça ses salles de ventes qui se trouvèrent dès lors à l’angle de la rue Obenmarspforten et de la place Juliers. Le siège de l’entreprise ainsi que le magasin de vente se trouve aujourd’hui encore en ces lieux.  
L’expansion de l’entreprise fut particulièrement remarquable dans les années 1730 et 1740. C’est avant tout le service des transports qui assure le développement des affaires. Le commerce du parfum prend le dessus à partir des années 1760.

## «Eau admirable»
Bien avant de s’associer à son frère pour fonder « Farina & Compagnie » en 1714, Jean Marie Farina inventa un parfum ; une « eau admirable ». Le terme « eau admirable », issu du latin Aqua mirabilis est un terme générique employé pour des eaux issues d’une distillation quelconque et aux soi-disant dons particuliers. L’eau de Farina ouvre la voie à une nouvelle génération de parfums. La composition se complexifie, et c’est à l'aide d'un mélange d’huiles essentielles et d’alcool quasiment pur, que Farina donne naissance à un produit innovateur. Le principe de mélanger des huiles essentielles à de l’alcool provient directement d’Italie et c’est grâce à Farina que ce savoir-faire fut exporté dans le reste de l’Europe.
De plus, le parfum lui-même était une innovation de par sa fraîcheur et sa légèreté qui contrastait fortement avec les essences jusqu’alors connues, telles que l’huile de cannelle, l’huile de santal, ou encore le musc. En 1708, Jean Marie Farina rédigea une lettre à son frère Jean Baptiste Farina dans laquelle il décrit son parfum ainsi :
« J’ai créé un parfum dont la senteur est une réminiscence d’un matin printanier où se mêlent les odeurs de narcisses sauvages et de fleurs d’orangers peu après une averse. Ce parfum me rafraîchit, stimule mes sens et mon imagination. » 

## «Eau de Cologne» conquiert le marché européen

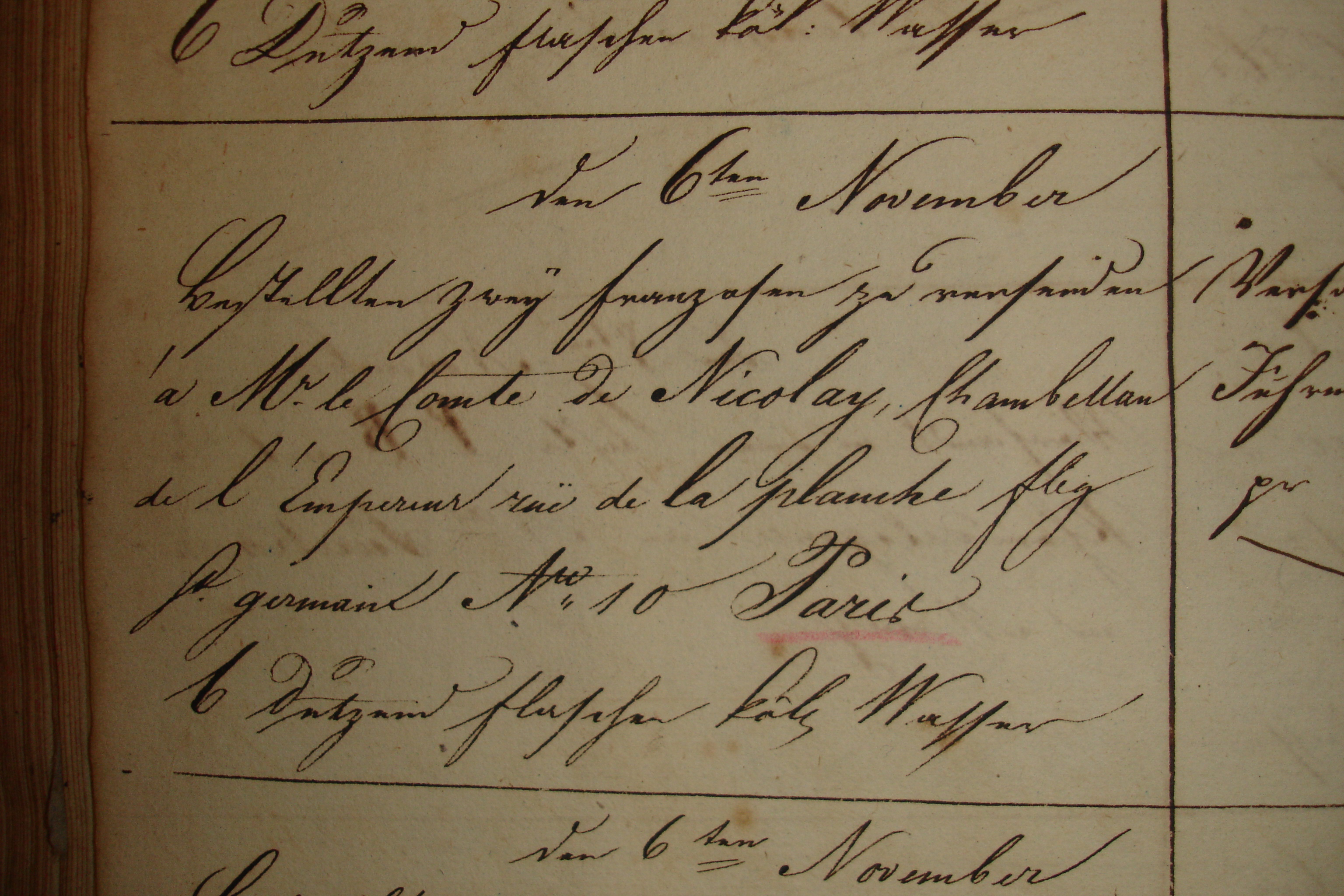
Commande du camerlingue de l'empereur Napoléon

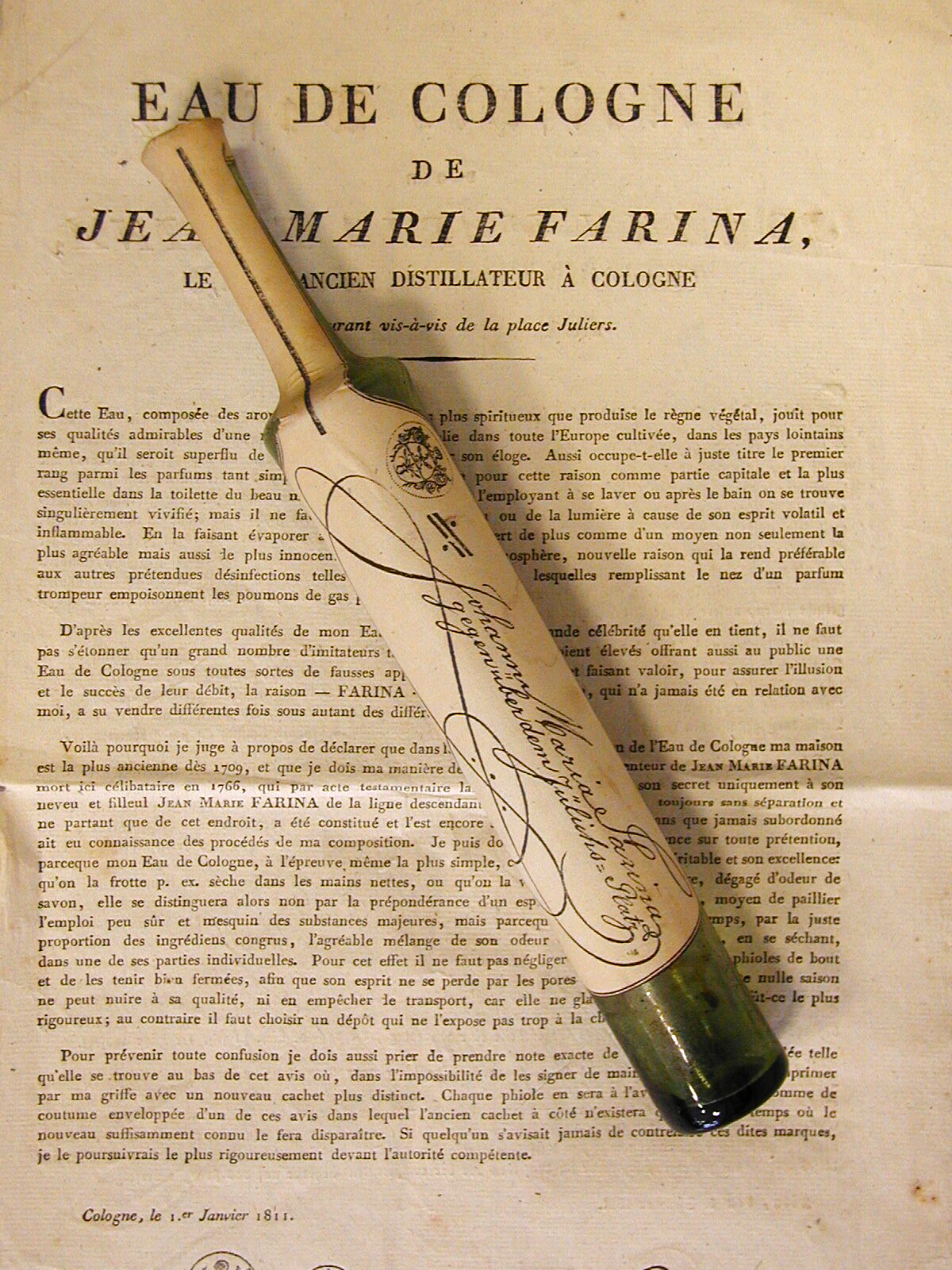
Eau de Cologne originale – Flacon de la maison Jean Marie Farina. Dans l’arrière-plan on devine une notice en langue française qui accompagna une livraison effectuée le 1er janvier 1811. Ce flacon constitue la fameuse Rosolie, une bouteille longue et fine de couleur verte qui se fermait à l’aide d’un bouchon. La Rosolie resta jusqu’en 1832 le flacon exclusif de l’eau de Cologne

À ses débuts, Jean Maria Farina proposa son parfum uniquement dans des boutiques à Cologne et à la foire d’expositions de Francfort. La première livraison extérieure eut lieu en 1716 et fut adressée à une madame Billy résident à Aix-la-Chapelle (Aachen). Farina lui fit parvenir 12 bouteilles, à quatre Livres pièce.
Dans les années 1720, les expéditions ne s’étaient pas notablement accélérées, néanmoins leur éloignement géographique s’étendit de façon notoire et Farina effectua sa première livraison à destination de Paris en 1727, où il envoya une caisse de vingt-quatre flacons. Dès 1730, le cercle de clients de Farina connut une expansion non négligeable, et entre 1730 et 1739 Farina livra un total de 3 700 flacons et ce à 39 adresses différentes. Son parfum, particulièrement apprécié par la noblesse, ravit également les palais royaux et impériaux. Le succès de l’eau de Farina en France est également largement lié aux officiers de l’armée française qui une fois de retour après la guerre de Succession de Pologne créèrent un marché pour le parfum. C’est d’ailleurs à cette époque que le parfum de Farina prit le nom d’eau de Cologne, qui apparut pour la première fois dans un courrier de Farina daté du 22 juin 1742 adressé au baron von Laxfeld résidant à Münster :
Monsieur Peiffer d Bacharach me fait voir une de vous lettre par laquelle vous luy demande six boutellie de Eau de Cologne. Cet ensi que on lapelle en France, mais en soie mesme cet de leau admirable, et je suis le seulle qui faie de la veritable …
Dans les années 1740, le chiffre d’affaires ne fit que progresser. Farina livra son parfum à Rouen, Paris, Strasbourg, Magdebourg, Trèves, Wesel, Clèves, Lyon et Vienne, puis ses produits firent succès à Amsterdam, La Haye, Liège, Lille, Aix-la-Chapelle, Düsseldorf, Bonn, Brunswick, Francfort-sur-le-Main, Leipzig, Augsbourg, Stuttgart, Bamberg, Mayence et Coblence.
Dans une lettre datée du 9 avril 1747, Farina explique que son parfum est connu dans toute l’Europe.

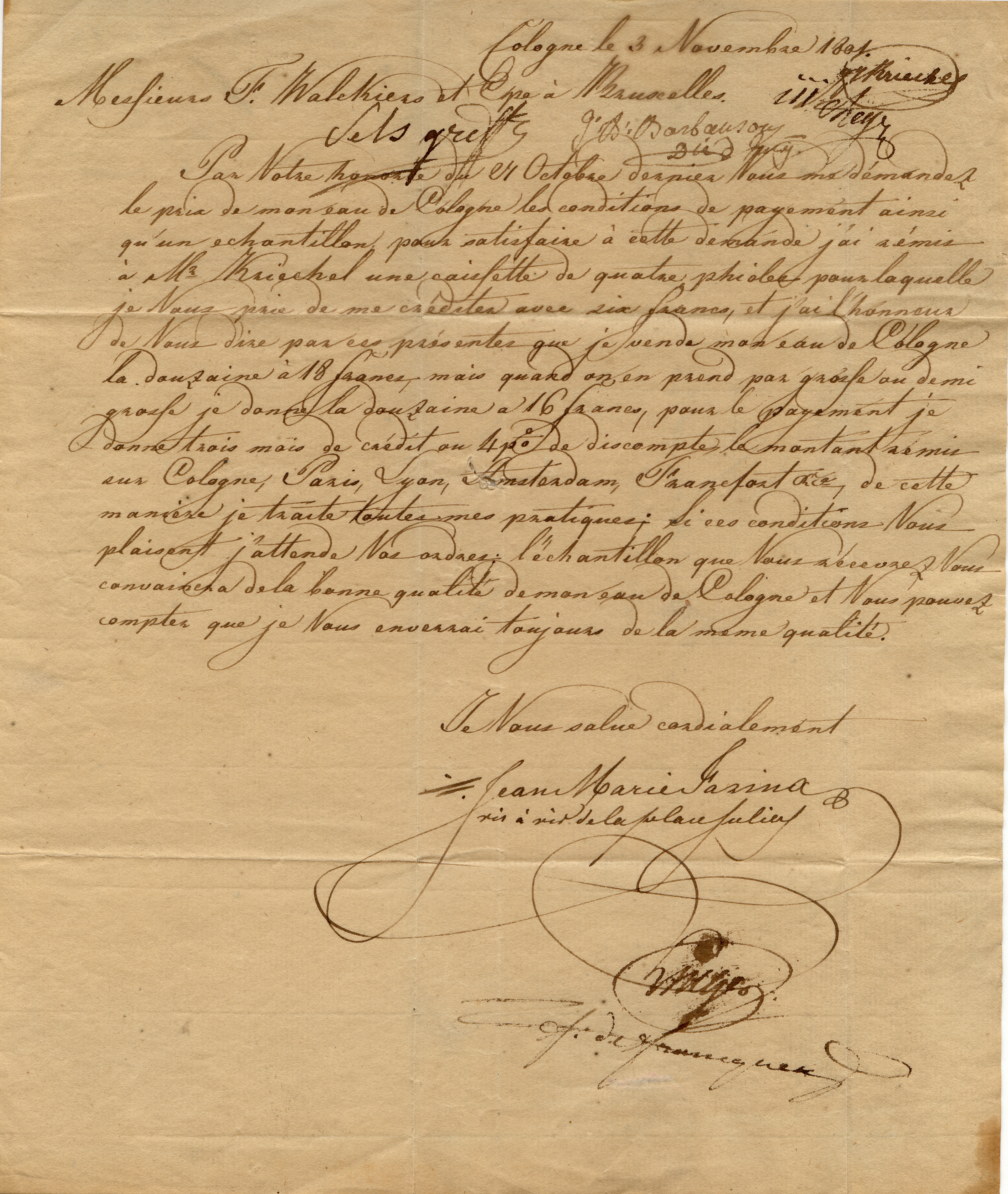
Lettre de Farina 3.11.1801

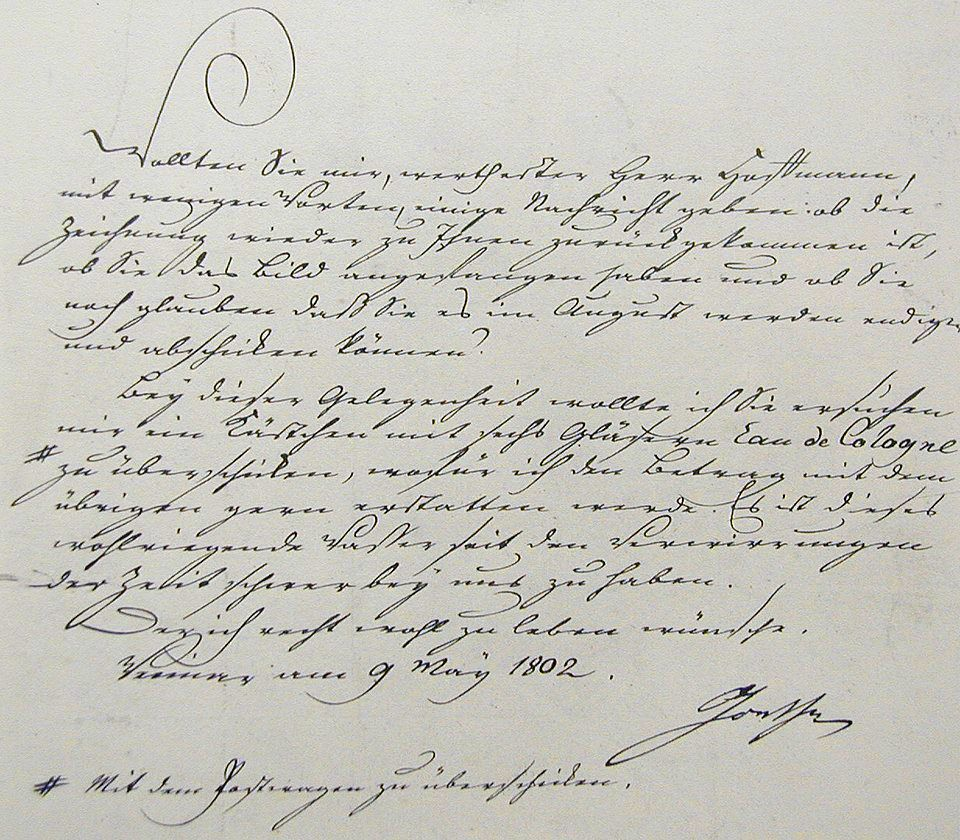
Lettre de Goethe du 9 mai 1802 adressée au peintre Hoffmann à Cologne : « ... J’use de cette occasion pour vous prier de bien vouloir me faire parvenir une caisse de 6 bouteilles d’eau de Cologne que je vous rembourserai très volontiers en même temps que le reste. » Le 22 mai 1802, la commande de Goethe lui fut envoyée à Weimar.

## Les clients de renommée
| - 1734 Frédéric-Guillaume Ier de Prusse - 1736 Clément-Auguste de Bavière - 1738 Charles VI du Saint-Empire - 1740 Marie-Thérèse Ire de Hongrie - 1745 Louis XV de France, Frédéric II de Prusse (dit « Frédéric le Grand ») et Voltaire - 1758 Ferdinand VI d'Espagne - 1782 Wolfgang Amadeus Mozart - 1791 Stanislas II de Pologne - 1797 Louise de Mecklembourg-Strelitz - 1800 Gustave IV Adolphe de Suède - 1802 Johann Wolfgang von Goethe - 1804 Napoléon Ier - 1806 Archiduc Anton Viktor d'Autriche - 1807 Ludwig van Beethoven - 1809 Marie-Caroline d'Autriche - 1810 Pauline Bonaparte, Letizia Bonaparte et Jérôme Bonaparte, roi de Westphalie - 1811 Marie-Louise d'Autriche, François Ier d'Autriche et prince Hermann de Pückler-Muskau - 1815 Alexandre Ier de Russie, Alexander von Humboldt et Klemens Wenzel von Metternich - 1814 Friedrich Schiller - 1822 Pierre Ier du Brésil - 1824 Heinrich Heine - 1830 Guillaume IV du Royaume-Uni - 1837 Victoria du Royaume-Uni - 1841 Frédéric-Guillaume IV de Prusse - 1843 Nicolas Ier de Russie, Paul Alexander Leopold, prince de Lippe - 1845 Heinrich Duc de Anhalt - 1846 Ernest-Auguste Ier de Hanovre et Adolph Duc de Nassau - 1847 Christian VIII de Danemark - 1848 Erich Freund, Duc de Saxe-Meiningen - 1850 Frédéric-Auguste II de Saxe et Frédéric VII de Danemark - 1855 Alexandre II de Russie et Jean Ier de Saxe - 1859 Georg Friedrich Karl grand-duc de Mecklenburg-Strelitz - 1861 Guillaume Ier d'Allemagne | - 1862 Friedrich Wilhelm, grand-duc de Mecklenburg-Strelitz - 1863 Albert Eduard Prince of Wales - 1866 Louis Ier de Portugal, Louis III.grand-duc de Hessen - 1868 Napoléon III, Charles Ier de Wurtemberg et Benjamin Disraeli - 1870 Alexandra de Danemark - 1871 Guillaume Ier d'Allemagne - 1872 Louis II de Bavière - 1872 François-Joseph Ier d'Autriche et Élisabeth de Wittelsbach (Sissi) - 1873 Léopold II de Belgique et Albert de Saxe - 1874 Oscar II de Suède et Victoria la femme du prince héritier de la Prusse - 1876 Victor-Emmanuel II de Savoie - 1877 Christian IX de Danemark et Mark Twain - 1878 Humbert Ier d'Italie - 1879 Ludwig IV grand-duc de Hesse - 1880 Guillaume III des Pays-Bas - 1881 Carol Ier de Roumanie - 1882 Friedrich Franz II. grand-duc de Mecklenburg-Schwerin - 1888 Frédéric III d'Allemagne, Guillaume II d'Allemagne et Mori Ōgai - 1889 Oscar Wilde - 1894 Othon Ier de Bavière - 1901 Édouard VII du Royaume-Uni - 1910 George V du Royaume-Uni - 1921 Thomas Mann - 1925 Franz Lehár - 1927 Gustave V de Suède - 1928 Konrad Adenauer - 1935 Marlene Dietrich - 1939 Heinz Rühmann - 1951 Sorayah Esfandiari Bakhtiari - 1959 Indira Gandhi et Romy Schneider - 1964 Françoise Sagan - 1970 Hildegard Knef - 1987 Lady Di - 1999 Bill Clinton |

## Littérature
Sources
Les archives de la maison Farina font à l'heure actuelle l'objet d'un prêt aux archives économiques rhénanes westphaliennes de Cologne et se trouvent dans la section 33. Rheinisch-Westfälisches Wirtschaftsarchiv. Une partie des documents a été numérisée dans le cadre du projet Wikimedia Commons et peuvent être consultés sur Wikisource. Les documents disponibles sont les suivants :
- Kölnisches Wasser von Johann Maria Farina, dem ältesten Destillateur in Köln, wohnhaft gegenüber dem Jülichs-Platze, La notice originale datant de 1811.
- Une livraison d'eau de Cologne à l'impératrice française Marie-Louise :
  - Auszug aus dem Bestellbuch des Hauses Farina vom 6. November 1811
  - Avisobrief Farinas an seinen Pariser Kommissionär Delaporte vom 9. November 1811
- Ingrid Haslinger. Kunde – Kaiser. Die Geschichte der ehemaligen k. u. k. Hoflieferanten. Schroll, Vienne (1996).  (ISBN 3-85202-129-4)
- Florian Langenscheidt Herrausgeber : Deutsches Marken Lexikon, pages 396-397, Deutsche Standards, Cologne, 2008.  (ISBN 978-3-8349-0629-8)

Littérature liée à l'histoire de l'entreprise
- Dr Hermann Schaefer : Geschichte, Markenschutz, Nachahmer, Rechtsprechung. Dans les archives originales de la maison Farina depuis 1709, [Cologne] 1929.
- Dr Wilhelm Mönckmeier : Die Geschichte des Hauses Johann Maria Farina gegenüber dem Jülichsplatz in Köln gegründet 1709, überarbeitet von Hermann Schaefer, Berlin 1934 (Detailreiche Darstellung der Unternehmensgeschichte von ihren Anfängen bis ins Jahr 1914 sowie einem kursorischen Überblick über die Zeit zwischen 1914 und 1933).
- Dr Verena Pleitgen: Die Entwicklung des betriebswirtschaftlichen Rechnungswesens von 1890 bis 1940 bei Farina[8]
- Prof. Dr Marita Krauss: Die Königlich Bayerischen Hoflieferanten Wo der König Kunde war, Munich 2008,  (ISBN 978-3-937200-27-9)
- Dr Astrid Küntzel: Fremde in Köln Integration und Ausgrenzung zwischen 1750 und 1814, Cologne, 2008,  (ISBN 978-3-412-20072-5)
- Prof. R. Amelunxen: Das Kölner Ereignis, Ruhrländische Verlagsgesellschaft, Essen (1952)
- Dr Bernd Ernsting et Dr Ulrich Krings: Der Ratsturm, pages 506-507 suit, Cologne (1996)
- Rheinisch-westfälische Wirtschaftsbiographien 1953, Abschnitt 7, pages 161-198
- Jürgen Wilhelm (Hrsg.) : Das große Köln-Lexikon. Greven Verlag, Cologne, 2005,  (ISBN 3-7743-0355-X)
- Prof. Dr Klara van Eyll: Die Geschichte d. unternehmer  Selbstverw. in Köln 1797-1914, pages 163, 234, 235, RWWA zu Köln
- Robert Steimel : Kölner Köpfe, Steimel Verlag, Cologne, 1958
- Markus Eckstein : Eau de Cologne les 300 ans de Farina, Bachem Verlag, Cologne, 2009,  (ISBN 978-3-7616-2315-2).

Publications en rapport à Farina
- Gildemeister, E. et Fr. Hoffmann : Les Huiles essentielles, Paris, J. B. Bailliere & fils 1912 - 1919.
- Ludger Kremer et Elke Ronneberger-Sibold (Herausgeber) : Names in Commerce and Industry: Past and Present ; darin enthalten Pd. Dr. Christian Weyers : Brand name, Herkunftsangabe und Freizeichen im Grenzbereich zwischen Proprium und Appellativum, pages 45-60, Logos Verlag Berlin 2008,  (ISBN 978-3-8325-1788-5)

Littérature spécialisée
- Giovanni Fenaroli, L. Maggesi, [Acqua di Colonia]. Dans Rivista italiana essenze, profumi, piante offizinali, olii vegetali, saponi, Jg. 42 (1960)
- Francesco La Face, Le materie prime per l'acqua di colonia. À: Relazione al Congresso di Sta. Maria Maggiore 1960.
- Sébastien Sabetay, Les Eaux de Cologne Parfumée. Sta. Maria Maggiore Symposium 1960.
- Frederick V. Wells, Variations on the Eau de Cologne Theme. Sta. Maria Maggiore Symposium 1960.
- Frederick V. Wells, Marcel Billot : Perfumery Technology. Art, science, industry. Horwood Books, Chichester 1981,  (ISBN 0-85312-301-2), p. 25, p. 278

Littérature générale
- George Meredith : Farina, Chapman an Hall Ld., Londres, 1894

## Galerie

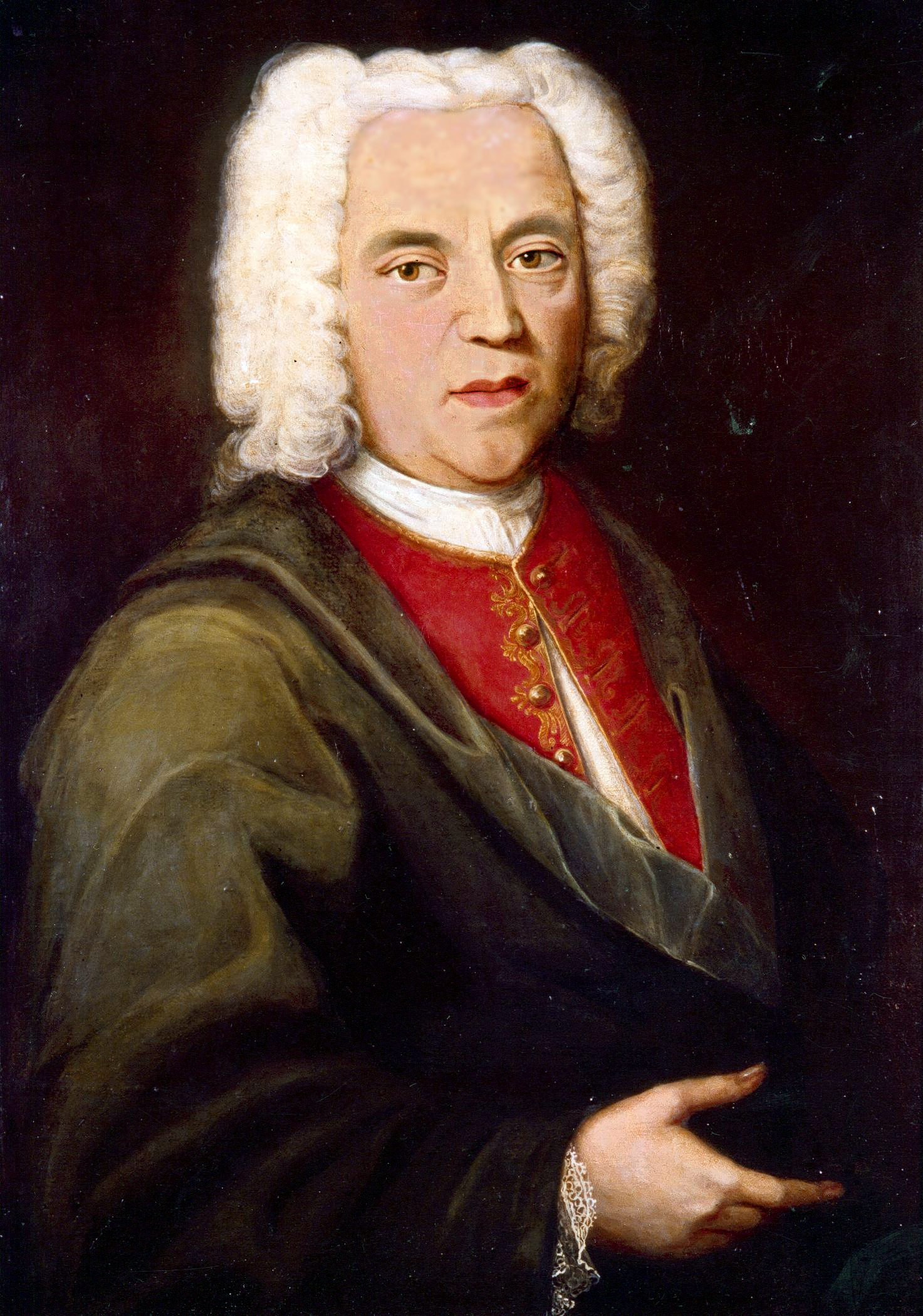
Jean Marie Farina
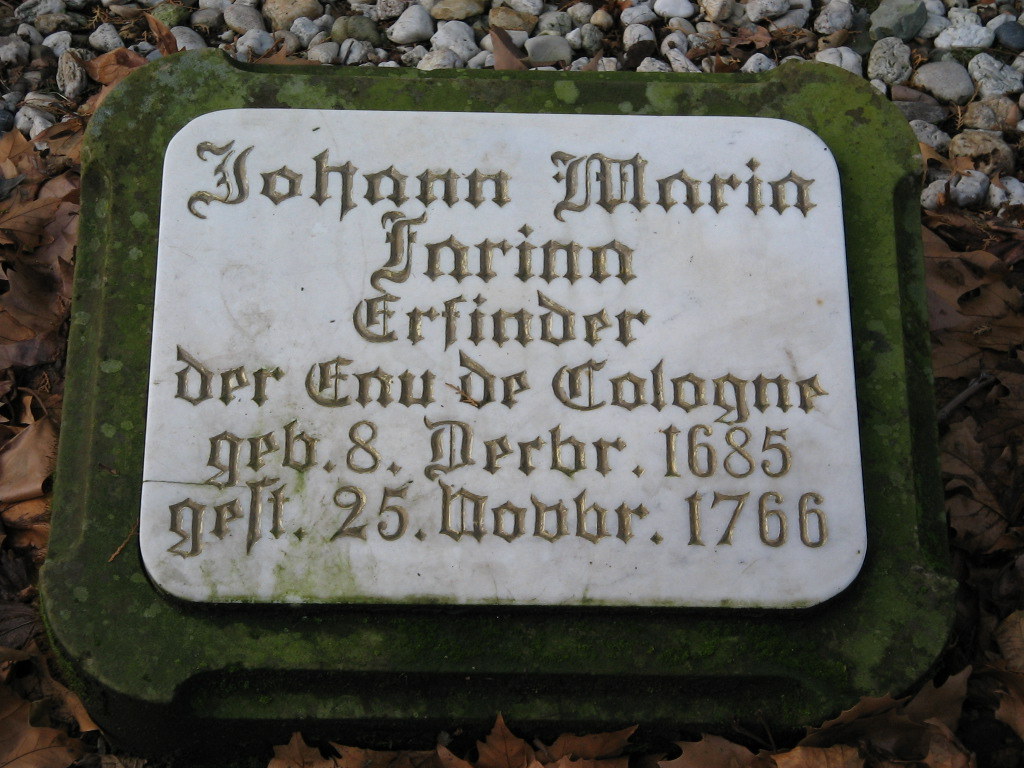
Cimetière Melaten, Cologne

### Article lié
- Giovanni Paolo Feminis